# Iogurt
El iogurt (del turc antic yuğur, turc modern yoğurt) és un aliment produït per fermentació bacteriana de la llet. Els bacteris utilitzats per fer iogurt es coneixen com a cultius de iogurt. La fermentació dels sucres de la llet per part d'aquests bacteris produeix àcid làctic, que actua sobre la proteïna de la llet per donar-li al iogurt la seva textura i el seu sabor agre característic. La llet de vaca és la llet més emprada per fer iogurt. La llet de búfals, cabres, ovelles, egües, camells i iacs també es fa servir per produir iogurt. La llet usada pot ser homogeneïtzada o no. Pot ser pasteuritzat o cru. Cada tipus de llet produeix resultats substancialment diferents.
El iogurt es produeix mitjançant un cultiu de Lactobacillus delbrueckii subsp i els bacteris Streptococcus thermophilus. A més, de vegades s'afegeixen altres lactobacils i bifidobacteris durant el cultiu de iogurt o després. En països s'ha establert que el iogurt ha de contenir una quantitat específica d'unitats formadores de colònies (CFU) de bacteris; a la Xina, per exemple, el requisit de nombre de bacteris lactobacils és d'almenys un milió d'UFC per mil·lilitre.
Per produir iogurt, primer s'escalfa la llet, normalment a uns 85 °C (185 °F), per desnaturalitzar les proteïnes de la llet perquè no esdevingui recuit. Després d'escalfar-la, la llet es deixa refredar a uns 45 °C (113 °F). El cultiu bacterià es barreja amb una temperatura càlida de 30–45 °C (86–113 °F) es manté entre 4 i 12 hores per permetre que es produeixi la fermentació, amb les temperatures més altes va més de pressa, però hi ha el risc d'una textura grumosa o que se separi el sèrum.

## Etimologia
La paraula deriva del turc: yoğurt, i normalment està relacionat amb el verb yoğurmak, «amassar», o «estar quallat o coagulat; espessir». Pot estar relacionat amb yoğun, que vol dir gruixut o dens. El so ğ es tradueix tradicionalment com a «gh» en les transliteracions del turc entre 1615 i 1625.

## Història
L'anàlisi del genoma L. delbrueckii subsp. bulgaricus indica que el bacteri podria haver estat originat a la superfície d'una planta. És possible que la llet s'hagi exposat espontàniament i sense voler a través del contacte amb les plantes, o bé que s'hagin transferit bacteris d'animals domèstics productors de llet. Els orígens del iogurt són desconeguts, però probablement va ser inventat per persones del Neolític a Àsia central i Mesopotàmia cap al 5000 aC, quan es van domesticar els primers animals productors de llet. Probablement, van descobrir com fermentar la llet per casualitat i, amb tota probabilitat, el iogurt es va descobrir de manera independent d'aquesta manera en molts llocs diferents en diferents moments.

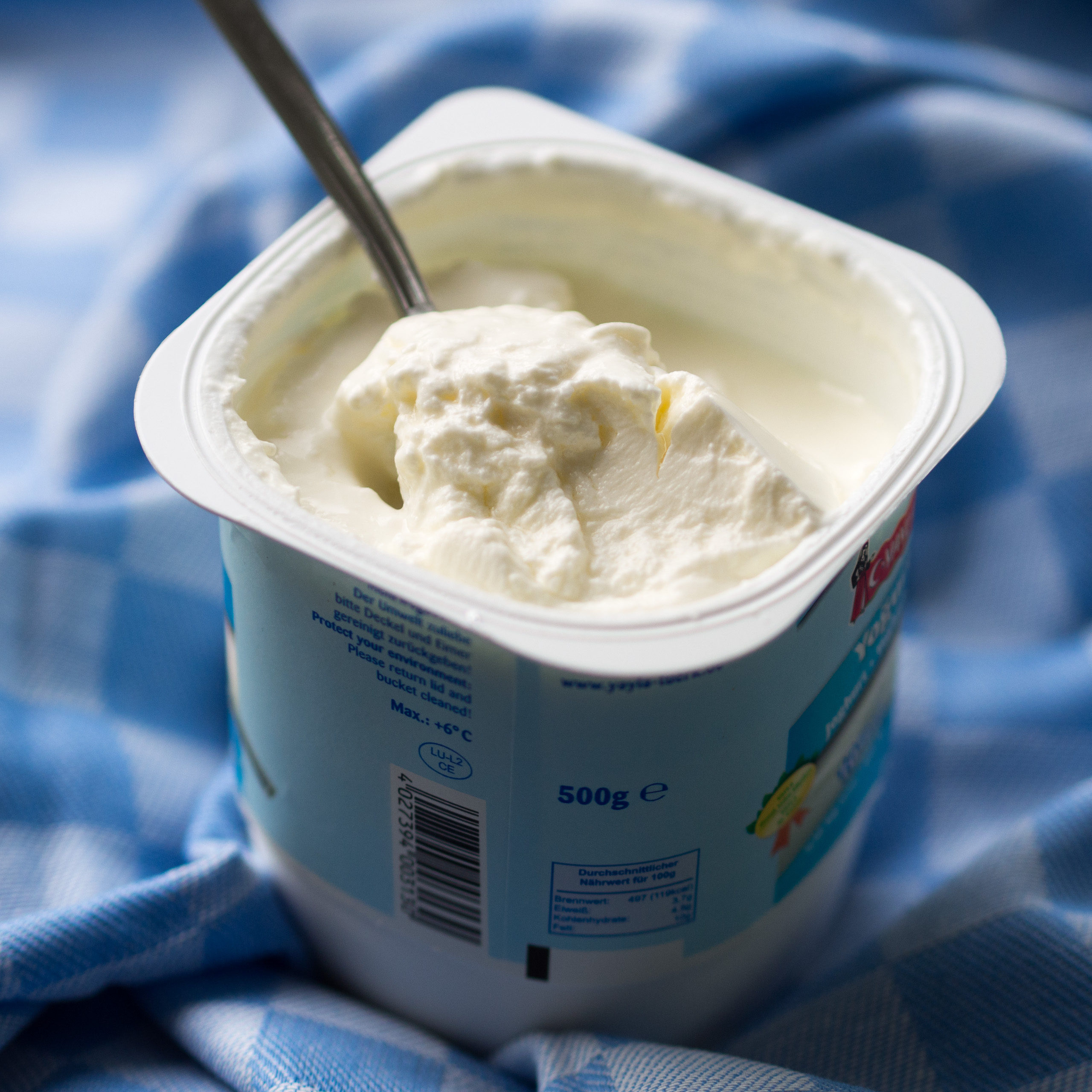
Iogurt turc sense remenar (iogurt colat), amb un 10% de greix

La cuina de l'antiga Grècia incloïa un producte lacti conegut com a oxygala (οξύγαλα) que era una forma de iogurt. Galè (129 dC – c. 200/c. 216) va esmentar que l'oxigala es consumia amb mel, de manera similar a com es menja avui el iogurt grec espessat. Els escrits més antics que esmenten el iogurt s'atribueixen a Plini el Vell, que va remarcar que certes «nacions bàrbares» sabien «espessar la llet en una substància amb una acidesa agradable». L'ús del iogurt pels turcs medievals està registrat als llibres Dīwān Lughāt al-Turk de Mahmud Kashgari i Kutadgu Bilig de Yusuf Has Hajib escrits al segle xi. Tots dos textos esmenten la paraula «iogurt» en diferents seccions i descriuen el seu ús pels turcs nòmades. Els iogurts més primerencs probablement van ser fermentats espontàniament per bacteris salvatges en bosses de pell de cabra.
Alguns relats suggereixen que els cuiners de l'emperador indi mogol Akbar aromatizarien el iogurt amb llavors de mostassa i canyella. Un altre relat d'una troballa europea amb el iogurt es produeix a la història clínica francesa: Francesc I va patir una diarrea severa que cap metge francès va poder curar. El seu aliat Solimà I el Magnífic va enviar un metge, que suposadament va curar el pacient amb iogurt. Agraït, el rei francès va difondre la informació sobre el menjar que l'havia curat.
Fins a la dècada de 1900, el iogurt era un element bàsic en les dietes de la gent de l'Imperi Rus (i especialment de l'Àsia central i el Caucas), Àsia Occidental, sud-est d'Europa / Balcans, Europa central i el subcontinent indi. Stamen Grigorov (1878–1945), un estudiant de medicina búlgar de Ginebra, va examinar per primera vegada la microflora del iogurt búlgar. El 1905, el va descriure com un bacteri productor d'àcid làctic de forma esfèrica i una vareta. El 1907, el bacteri semblant a la vareta es va anomenar Bacillus bulgaricus (ara <i id="mwug">Lactobacillus delbrueckii</i> subsp. <i id="mwuw">bulgaricus</i>). El biòleg rus i premi Nobel Ilya Mechnikov, de l'Institut Pasteur de París, es va veure influenciat pel treball de Grigorov i va plantejar la hipòtesi que el consum regular de iogurt era el responsable de la vida útil inusualment llarga dels camperols búlgars. Creient que el Lactobacillus era essencial per a una bona salut, Mechnikov va treballar per popularitzar el iogurt com a aliment a tot Europa.
Isaac Carasso va industrialitzar la producció de iogurt. El 1919, Carasso, que era de la Tessalònica otomana, va iniciar un petit negoci de iogurts a Barcelona, Catalunya, i va batejar el negoci Danone («petit Daniel») en honor al seu fill. Posteriorment, la marca es va expandir als Estats Units amb una versió americanitzada del nom: Dannon. El iogurt amb melmelada de fruita afegida va ser patentat l'any 1933 per la lleteria Radlická Mlékárna de Praga.
El iogurt es va introduir als Estats Units a la primera dècada del segle xx, influenciat per La prolongació de la vida d'Élie Metchnikoff; Estudis optimistes (1908); estava disponible en forma de tauletes per a aquells amb intolerància digestiva i per al cultiu casolà. Va ser popularitzat per John Harvey Kellogg al Battle Creek Sanitarium, on es va utilitzar tant per via oral com en ènemes, i més tard pels immigrants armenis Sarkis i Rose Colombosian, que van iniciar «Colombo and Sons Creamery» a Andover, Massachusetts, a 1929.
El iogurt de Colombo arribava originalment a Nova Anglaterra amb un carro de cavalls que portava inscrita la paraula armènia «madzoon» que després es va canviar per «yogurt», el nom turc del producte, ja que el turc era la llengua franca entre els immigrants dels diferents països. Ètnies del Pròxim Orient que eren els principals consumidors en aquella època. La popularitat del iogurt als Estats Units va augmentar als anys 50 i 60, quan va ser presentat com un aliment saludable per científics com el bacteriòleg hongarès Stephen A. Gaymont. El iogurt natural encara era massa agre per al paladar americà i el 1966 Colombo va endolcir el iogurt i va afegir conserves de fruites, creant un iogurt amb fruita al fons. Això va tenir èxit i les vendes de l'empresa van superar aviat 1 $ milions per any. A finals del segle xx, el iogurt s'havia convertit en un aliment comú nord-americà i el iogurt de Colombo es va vendre el 1993 a General Mills, que va deixar de fabricar la marca el 2010.

## Nutrició
El iogurt (iogurt natural de llet sencera) conté un 81% d'aigua, un 9% de proteïnes, un 5% de greixos i un 4% d'hidrats de carboni, inclosos un 4% de sucres (taula). Cada 100 grams proporciona 406 quilojoules (97 kcal) d'energia dietètica. Com a proporció del valor diari (DV), una porció de iogurt és una font rica de vitamina B 12 (31% DV) i riboflavina (23% DV), amb un contingut moderat de proteïnes, fòsfor i seleni (14 a 19). % DV; taula).
| Propietat                 | Llet              | iogurt            |
| ------------------------- | ----------------- | ----------------- |
| Energia                   | 610 kJ (146 kcal) | 620 kJ (149 kcal) |
| Hidrats de carboni totals | 12,8 g            | 12 g              |
| Greix total               | 7,9 g             | 8,5 g             |
| Colesterol                | 24 mg             | 32 mg             |
| Proteïna                  | 7,9 g             | 9 g               |
| Calci                     | 276 mg            | 296 mg            |
| Fòsfor                    | 222 mg            | 233 mg            |
| potassi                   | 349 mg            | 380 mg            |
| Sodi                      | 98 mg             | 113 mg            |
| Vitamina A                | 249 UI            | 243 UI            |
| Vitamina C                | 0,0 mg            | 1.2 mg            |
| Vitamina D                | 96,5 UI           | ~                 |
| Vitamina E                | 0.1 mg            | 0.1 mg            |
| Vitamina K                | 0,5 μg            | 0,5 μg            |
| Tiamina                   | 0.1 mg            | 0.1 mg            |
| Riboflavina               | 0,3 mg            | 0,3 mg            |
| Niacina                   | 0,3 mg            | 0,2 mg            |
| Vitamina B6               | 0.1 mg            | 0.1 mg            |
| Folat                     | 12,2 μg           | 17,2 μg           |
| Vitamina B12              | 1,1 μg            | 0,9 μg            |
| Colina                    | 34.9 mg           | 37.2 mg           |
| Betaïna                   | 1.5 mg            | ~                 |
| Aigua                     | 215 g             | 215 g             |
| Cendra                    | 1,7 g             | 1,8 g             |

## Investigació en salut

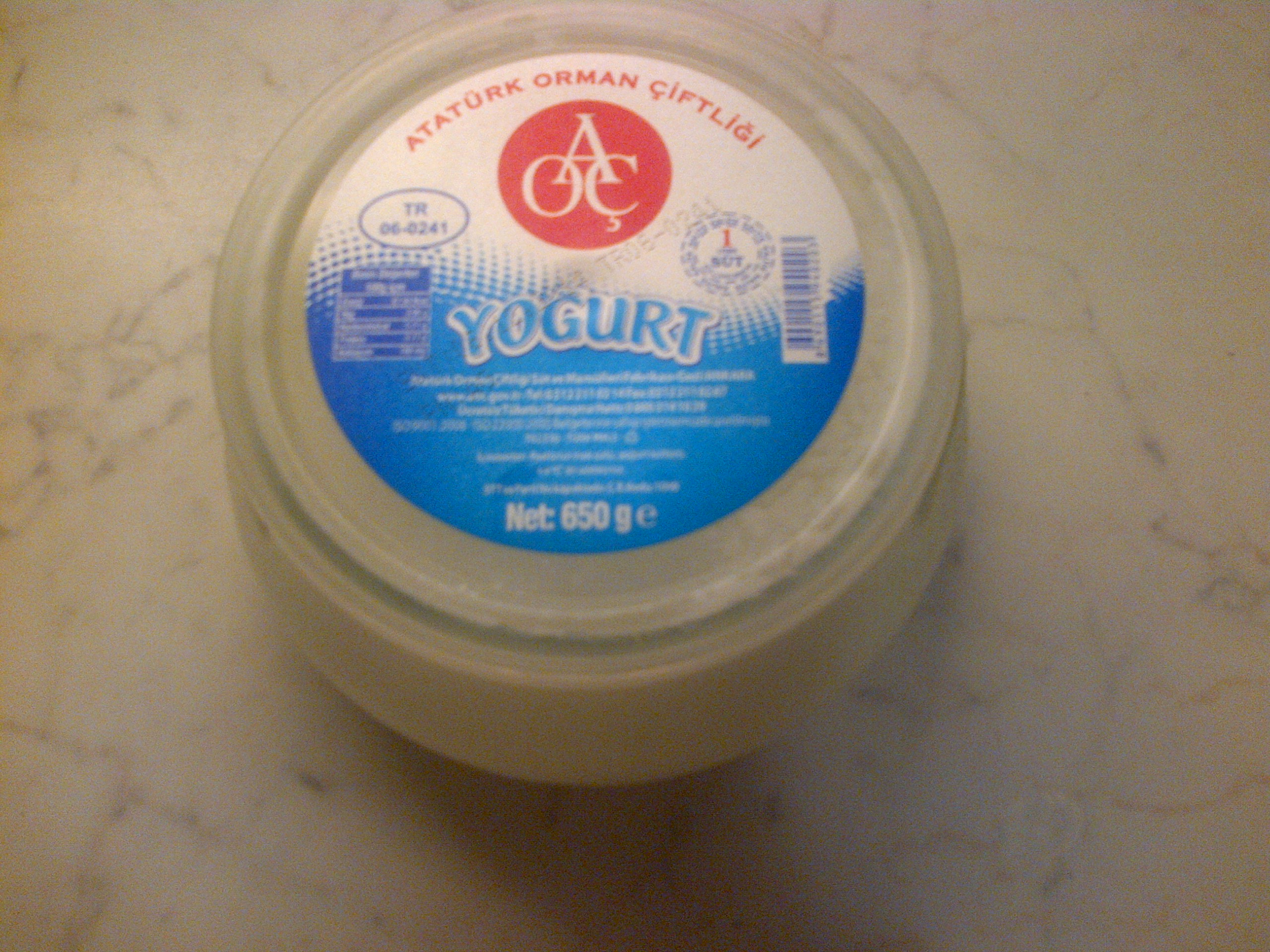
Yoğurt turc dels establiments "Atatürk Orman Ciftliği", originalment posats a Ranxo Bosc Atatürk, a Ankara.

Com que pot contenir cultius vius, el iogurt s'associa sovint amb probiòtics, que s'ha postulat que tenen efectes positius sobre la salut immune, cardiovascular o metabòlica.
A principis del segle xxi, l'evidència clínica era insuficient per concloure que consumir iogurt redueix el risc de malalties o millora la salut. Les metaanàlisis van trobar que consumir 80 grams al dia de iogurt baix en greixos s'associava amb un menor risc de desenvolupar diabetis tipus 2 i una menor incidència de fractura de maluc en dones postmenopàusiques. Una revisió de 2021 va trobar una relació causa-efecte entre el consum de iogurt i la millora de la tolerància a la lactosa i la digestió, i que existeixen associacions potencials entre el consum de iogurt i la millora de la salut òssia, així com la reducció del risc d'algunes malalties, inclosos els càncers i la síndrome metabòlica.

## Seguretat
El iogurt fet amb llet crua pot estar contaminat amb bacteris que poden causar malalties importants i la mort, com Listeria, Cryptosporidium, Campylobacter, Brucella, Escherichia coli i Salmonella. Els iogurts també es poden contaminar amb Aspergillus flavus, Aspergillus parasiticus i Aspergillus nomius productors d'aflatoxines.
La contaminació es produeix en els iogurts preparats tradicionalment amb més freqüència que en els processats industrialment, però també pot afectar aquests últims si les pràctiques de fabricació i envasat no són les òptimes.
Quan es fa floridura al iogurt, no es pot treure. La consistència del iogurt permet que els fongs (i els bacteris que potser els acompanyen) penetrin profundament sota la superfície on es mostren.

## Galeria d'imatges

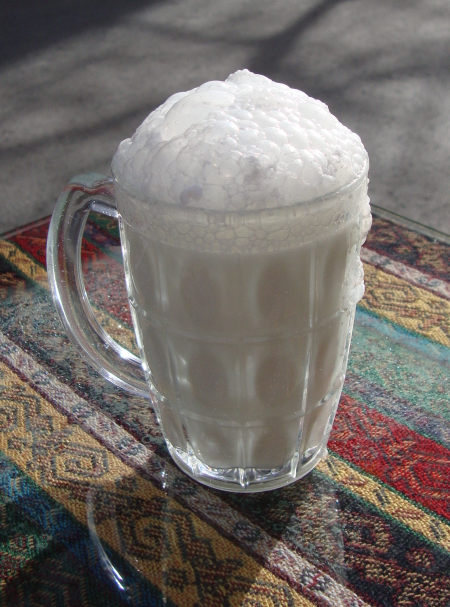
Ayran és una beguda salada a base de iogurt, que se serveix tradicionalment freda i de vegades es carbonatada i amanida amb menta i sal.
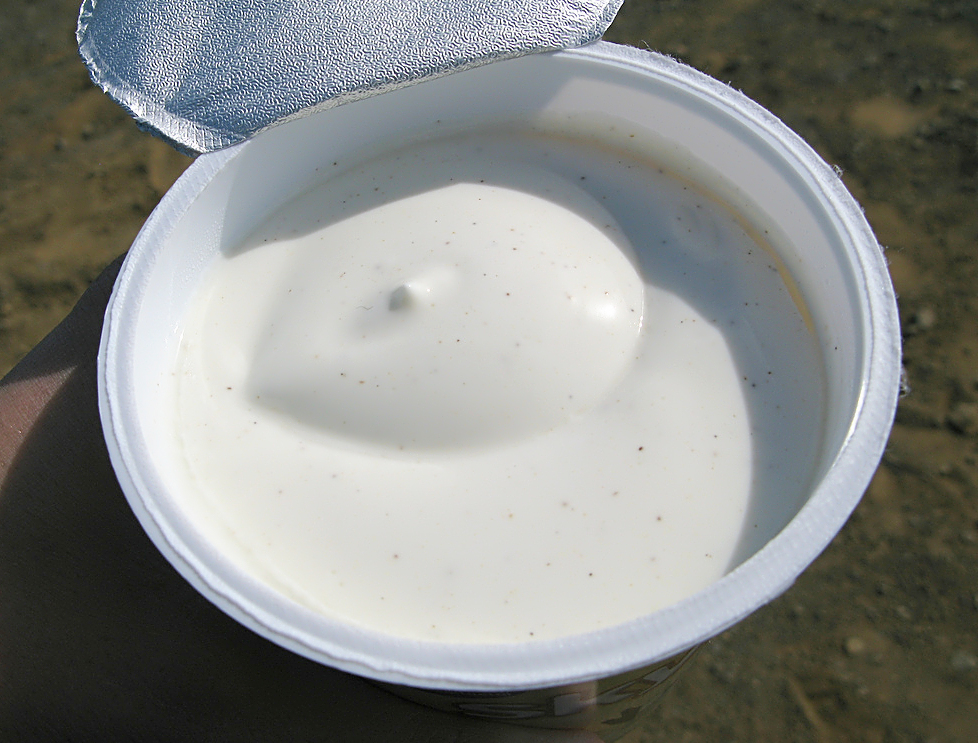
Skyr és un producte lacti de cultiu islandès, semblant al iogurt colat que se serveix tradicionalment fred amb llet i una cobertura de sucre.
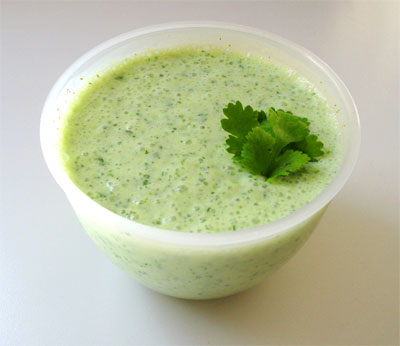
Raita és un condiment elaborat amb iogurt al subcontinent indi.
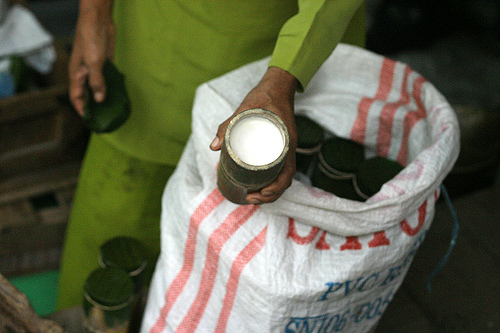
Dadiah en un mercat
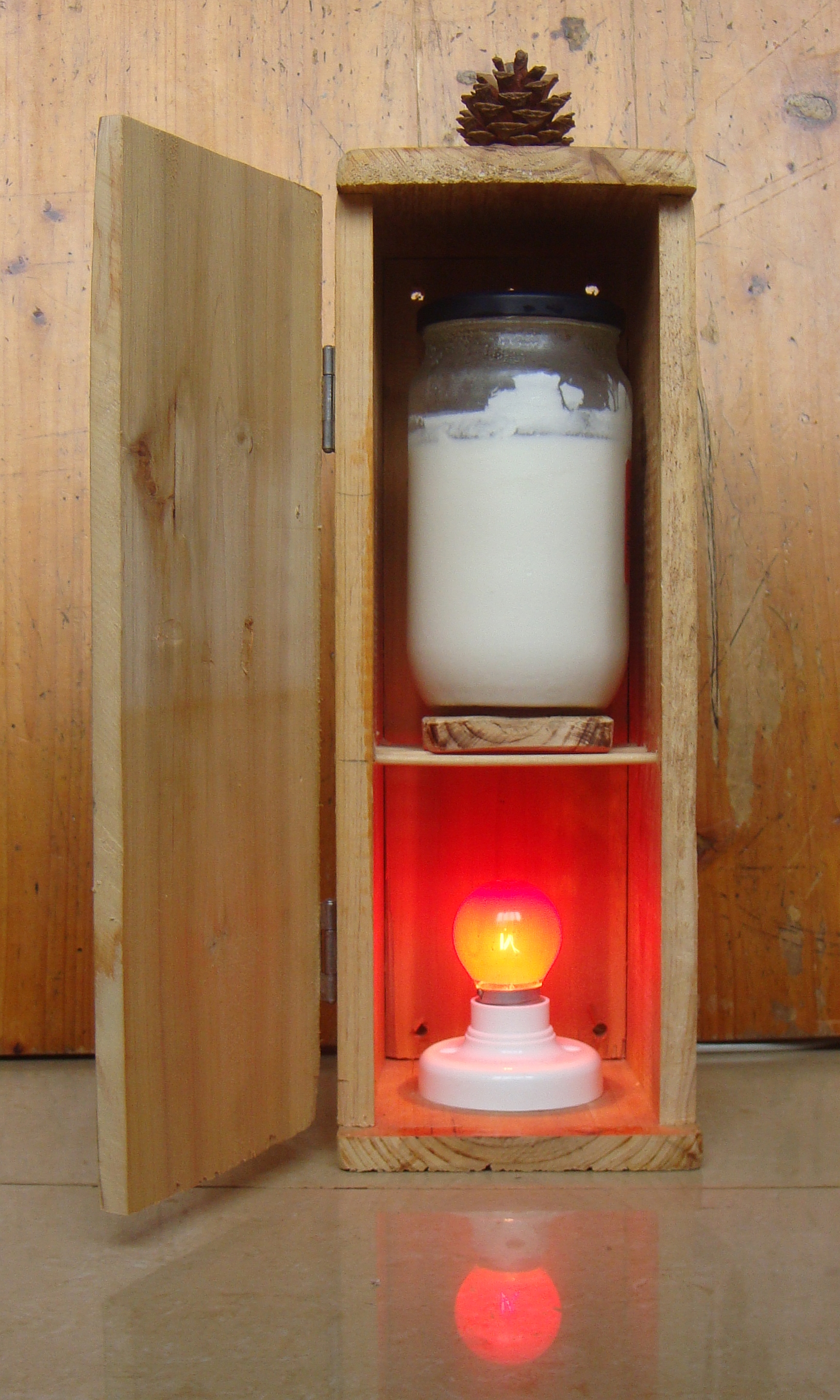
Incubadora casolana de iogurt